# Церковь Святого Семейства (Румбек)
Церковь Святого Семейства, или собор Румбека — римско-католическая церковь епархии Румбека, расположена в городе Румбек, административном центре Озёрной провинции в Южном Судане.
Функционирует как кафедральный собор Румбекской епархии, является одним из самых скромных соборных сооружений в мире и самым главным в городе Румбек. Это небольшое здание больше похоже на миссионерскую часовню, чем на традиционный собор в архитектурном смысле.

## История
Была построена в 1955 году. Восстановлена итальянским католическим миссионером и епископом епархии Румбека Цезаре Маццолари (1937—2011) после войны за отделение Южного Судана и изгнания всех иностранных миссионеров из страны в 1960-х годах.